# Champcevinel
 Champcevinel  (en occitano Champ Savineu) es una población y comuna francesa, situada en la región de Aquitania, departamento de Dordoña, en el distrito de Périgueux y cantón de Périgueux-Nord-Est.

## Demografía
| 914 | 1127 | 1359 | 1697 | 2208 | 2335 |
| Para los censos de 1962 a 1999 la población legal corresponde a la población sin duplicidades (Fuente: INSEE [Consultar]) |      |      |      |      |      |